# Нож из Гебель эль-Арака

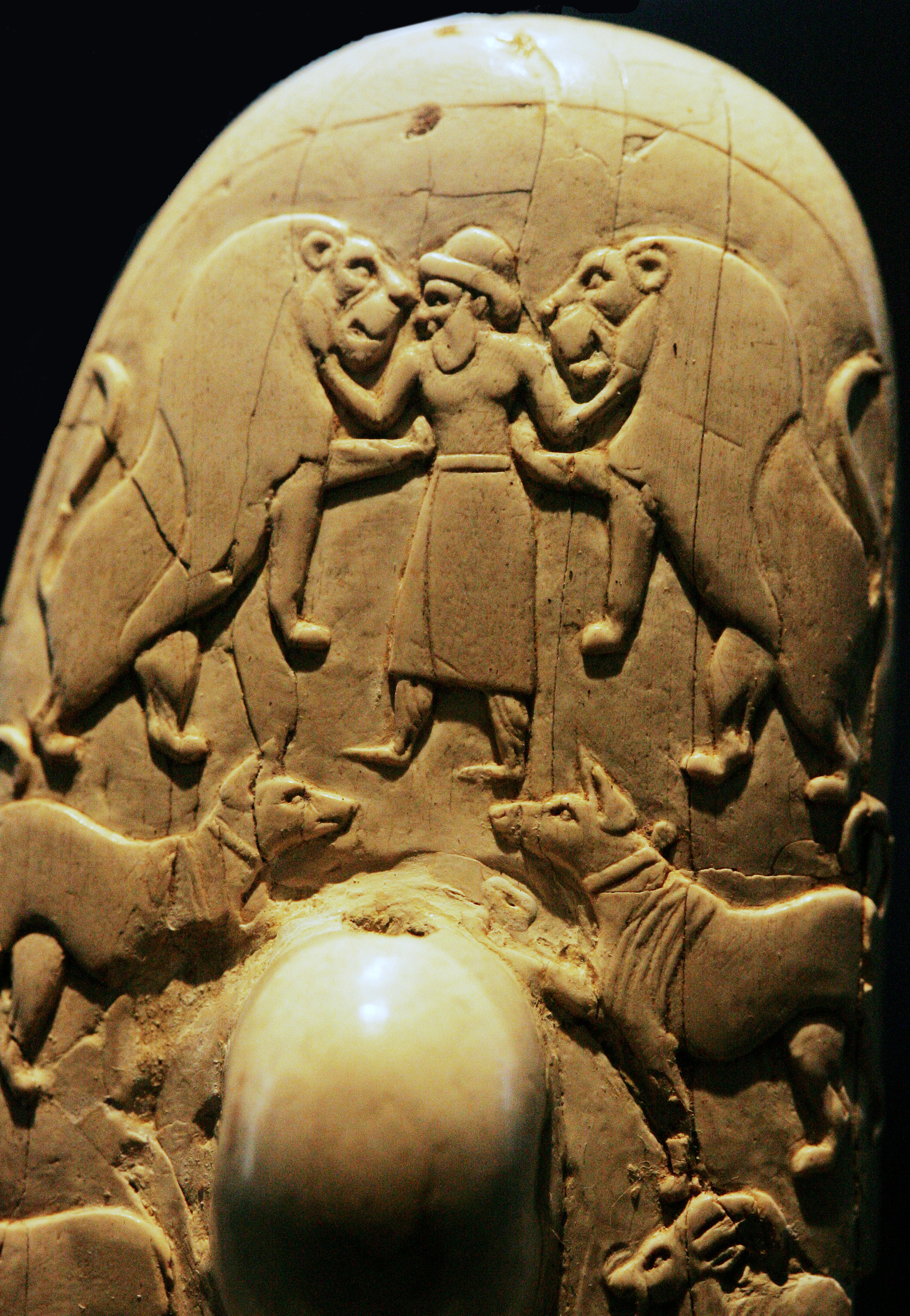

Нож из Гебель эль-Арака, Нож из Джебель Эль-Арака — памятник додинастического Египта, спорной датировки (Негада II либо Негада III), кремнёвый нож с рукояткой из слоновой кости, украшенной рисунками.

## История
Нож был приобретен в 1914 году египтологом Ж. А. Бенедитом у «чёрного» египетского археолога М. Нахмана, который утверждал, что нашёл нож возле местечка Гебель аль-Арак. Невозможность проверить его слова и отсутствие археологического контекста впоследствии сильно затрудняли интерпретацию находки. При покупке лезвие и рукоятка были разделены и, вероятно, продавец сам не сознавал, что это части целого. Впоследствии нож реставрировали, в настоящее время он является экспонатом Луврского музея (зал № 20).

## Внешний вид

### Лезвие
Лезвие ножа сделано из кремня, его длина составляет 18,8 см. Как показали исследования, нож почти или совсем не использовался по прямому назначению, являясь, вероятно, церемониальным оружием или предметом культа.

### Рукоять
Рукоять ножа выполнена из слоновой кости, её длина составляет 9,5 см, ширина в основании — 4,2 см. Она является наиболее ценной частью ножа, ибо с двух сторон покрыта выгравированными изображениями. На одной стороне показана батальная сцена — сражающиеся обнажённые воины в верхнем регистре, в нижнем — сцена с лодками, которую некоторые исследователи[кто?] интерпретируют как бой на воде (на реке или даже море). Другая сторона покрыта рисунками символического характера — мужчина с двумя львами, собаки и другие животные. В центре рукояти имеется шишка с отверстием, сквозь которое, вероятно, пропускалась перевязь, на которой нож носился. Ж. А. Бенедит утверждал, что на рукояти имелись следы золотых вставок.

## Интерпретация
Нож, в частности сцены на его рукояти, были и остаются предметом дискуссий между египтологами, порождая множество спекулятивных версий. Одной из самых интригующих деталей ножа является «нетипичность» сцен для Египта — «герой со львами» является скорее переднеазиатским, чем египетским мотивом. Более того, мужчина одет не как египтянин, а, скорее, как месопотамец тех времён (шапка и длинное, похожее на халат, одеяние). Много споров вызвали в этом контексте и батальные сцены на другой стороне рукояти. Историки, которые приписывали египетской цивилизации неместное происхождение (приход так называемой «династической расы», подчинившей долину Нила и создавшей цивилизацию фараонов), использовали нож как доказательство своей теории. В пользу «чуждости» ножа говорили не-египетские мотивы изображений (одежда главного героя, форма ладей), а батальные сцены трактовались как отображение кровавого завоевания. На такой точке зрения, в частности, стоял известный британский египтолог Уолтер Брайан Эмери. Со временем точка зрения о приходе «династической расы» стала менее популярной и, как отмечает российский египтолог А. А. Крол, нож, вероятно, отображает сцены ритуального характера, а не передаёт конкретные исторические события. Другой российский историк Д. Б. Прусаков считает, что на ноже отображено освоение нильской долины в додинастический период различными африканскими племенами и их внутренние конфликты. Впрочем, он оговаривается, что отдельные месопотамские мотивы изображений очевидны, хотя полностью удовлетворительного объяснения их происхождению пока не дано.